# Rehbrauner Schwielenwels
Der Rehbraune Schwielenwels oder Gemalte Schwielenwels (Megalechis thoracata, Syn.: Hoplosternum thoracatum) ist ein Süßwasserzierfisch aus der Familie der Panzer- und Schwielenwelse, der in Südamerika heimisch ist.

## Beschreibung
Dieser Welsartige zeigt die typischen Merkmale der Schwielenwelse. Die Maximallänge beträgt 15,5 cm SL. Die Seiten sind mit sich überlappenden Schuppen, die zu dicken Knochenplatten umgebildet sind, bedeckt, die einen recht stabilen Schutzpanzer bilden. Der Körperquerschnitt ist dreieckig, der Bauch flach. Der Körper ist gedrungen gebaut, die Flossen relativ klein. Das Maul ist unterständig, länglich und mit 4 Barteln versehen, wovon die längeren unteren gerade nach vorn zeigen, die kürzeren oberen werden zwischen die unteren gelegt und zum Abtasten des Bodens genutzt. Die Bauchflossen sind bauchständig. An den Brustflossen befindet sich ein Dorn, dieser ist beim Männchen länger als beim Weibchen. Die Rückenflosse ist groß und oben gerundet, der erste Strahl ist deutlich kürzer als die folgenden. Die Schwanzflosse ist nicht gekerbt, leicht nach außen gerundet und der Ansatz ist gerade, insgesamt wird sie etwa so lang wie der Kopf. Die Färbung kann durch die Umgebung des Fisches oder sogar nach dessen Gemüt zwischen rotbraun über braun bis fast schwarz variieren. Immer vorhanden sind aber die schwarzen Flecken auf dem ganzen Körper. Wie viele andere Fische seiner Familie ist auch er zur Darmatmung fähig, die es ihm erlaubt, Sauerstoff aus der Luft über den Darm als Atmungsorgan aufzunehmen.

### Verhalten
Allgemein ist der Rehbraune Schwielenwels ein friedlicher Fisch. Er ist ein bodenbewohnender Allesfresser, der sich sowohl von Detritus als auch von kleineren Wirbellosen wie Insektenlarven oder Tubifex ernährt (größere Exemplare erbeuten gelegentlich auch kleine Fische). Aggressiv wird er nur während der Paarungszeit.

### Fortpflanzung
An der Wasseroberfläche sucht das Männchen einen geeigneten Platz unter Blättern oder Schwimmpflanzen und baut dort ein Schaumnest aus schleimumhüllten Luftblasen. Nach einem Balzritual, bestehend aus gemeinsamem Schwimmen um das Nest, bringt sich das Weibchen in Rückenlage und legt die Eier in dieses Nest ab. Nachdem es seine leicht gelblichen Eier (bis zu 800) abgelegt hat, besamt das Männchen diese und verteidigt sie aggressiv bis zum Schlupf der Jungfische, welcher nach 3 bis 4 Tagen erfolgt. Diese sind selbständig und ernähren sich von Kleintieren wie Daphnien und deren Nauplien. Sie wachsen und entwickeln sich sehr schnell.

## Heimat und Lebensraum
Der Rehbraune Schwielenwels kommt in Brasilien und Venezuela vor. Er bewohnt dort das Amazonas- und Orinoco-Einzugsgebiet sowie das obere Einzugsgebiet des Río Paraguay und ist auch in Küstenflüssen in Nordbrasilien und der drei Guyanas zu finden. In den flachen Tümpeln sinkt der Sauerstoffgehalt des Wassers oft stark, dort hilft ihm die oben beschriebene Darmatmung beim Überleben.

## Aquaristik

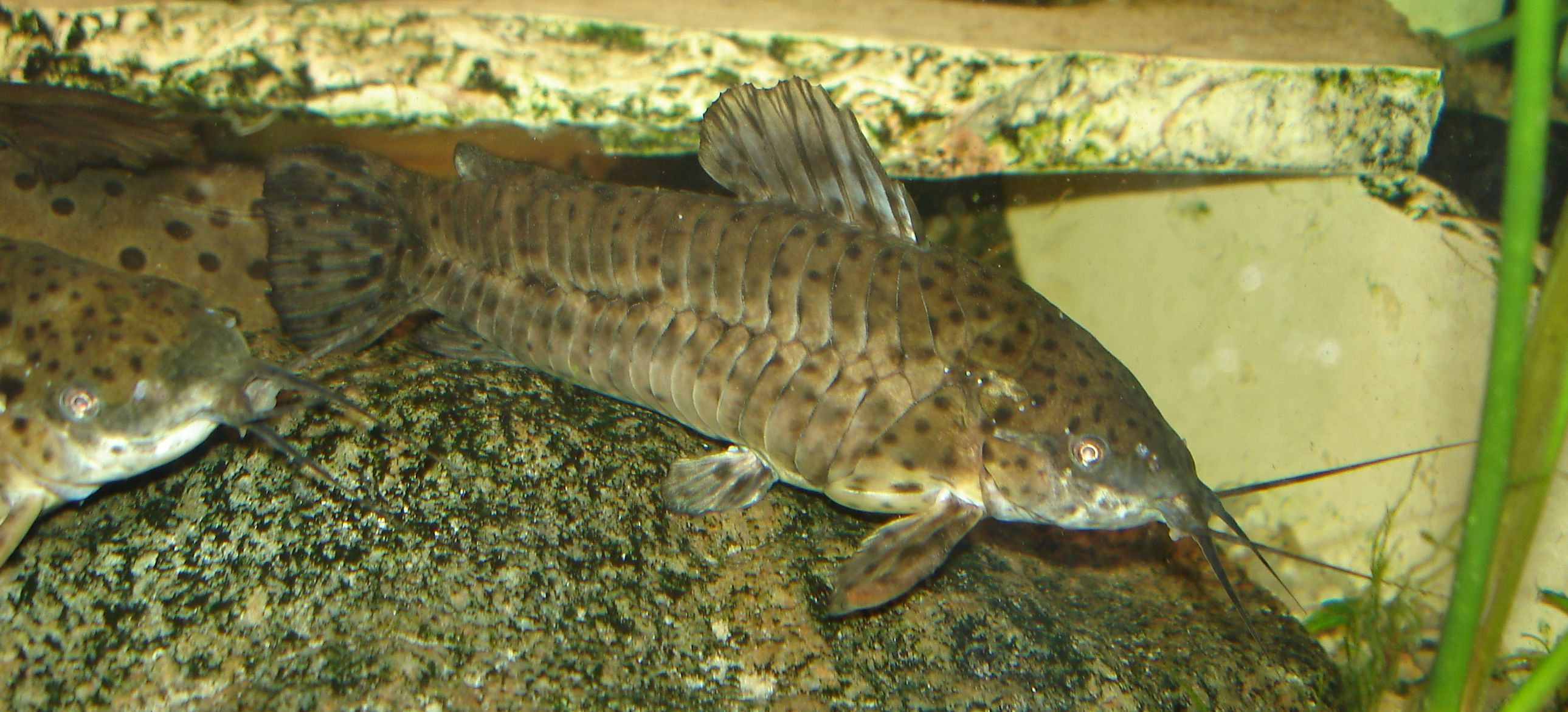
Zwei Megalechis thoracata im Aquarium vor ihrem Unterschlupf

Im Aquarium wird er ähnlich den Fischen der Gattung Corydoras als Zierfisch gehalten, Vergesellschaftung ist fast problemlos möglich. Er wird in recht großen Warmwasserbecken gehalten. Der pH-Wert sollte bei 6,5 gehalten werden, die Härte sollte 5 bis 10 °dGH betragen.
Häufig erhält man ihn unter seinem Synonym Hoplosternum thoracatum oder ähnlichen Bezeichnungen.